# Давидюк, Евгения Ивановна
Евгения Ивановна Давидюк, (род. 22 марта 1981, Новосибирск) — японская сэйю и певица. Работает под псевдонимом Jenya (яп. ジェーニャ). Сотрудничает с агентством развлечений KHIVE (Keihaibu Co., Ltd.). Помимо работы в качестве сэйю, принимает участие в консультировании по вопросам русского языка и постановке произношения актёрами в аниме и фильмах. Регулярно выступает на канале «NHK-Educational TV» в программе «Русский язык на ТВ». Также принимает участие в ведении радиоэфиров и в радиопостановках. В прошлом также была известна под псевдонимом Ицуки Акиба (яп. 秋葉いつき).

## Биография

### В России
Евгения Давидюк родилась 22 марта 1981 в Новосибирске. Закончила Новосибирский государственный университет экономики и управления по специальности «Информационные системы в экономике».
Давидюк начала увлекаться японской анимацией во времена трансляции аниме-сериала «Сейлор Мун» по российскому телевидению. В 1999 году она создала сайт kawaii.otaku.ru, посвященный японской анимации, на который выкладывала собственные кавер-версии песен на японском и русском языках под ником Itsuki Akiba. Сайт стал популярен и в Японии, благодаря чему в 2002 году канал SKY PerfecTV! пригласил Давидюк поработать в Японии над программой «Mondo 21». Во время этой же поездки Давидюк записала свой первый сингл, «Morning Star».
Давидюк вела авторскую колонку в журналах «АнимеГид» и «Страна игр». Её отец — полковник запаса, он принимал участие в первой чеченской войне, что помогло Давидюк выступать «консультантом по русской культуре» под псевдонимом Ицуки Акиба (яп. 秋葉いつき) в процессе создания манги «Чёрная лагуна» Рэя Хироэ ещё до приезда в Японию.

### После переезда в Японию
В 2005 году Давидюк переехала в Токио. Её дебют в качестве сэйю состоялся в 2009 году, в анимэ «Евангелион 2.22: Ты (не) пройдёшь», где она озвучила русского оператора. После этого она озвучивала крысу Лариску в Cheburashka Arere? и Виолу в Last Exile: Fam the Silver Wing.
До сентября 2010 года Давидюк состояла в агентстве «Media Force», с октября 2010 до мая 2014 — в агентстве «81 Produce». С марта 2015 состоит в агентстве «KHIVE». С 2014 года Давидюк участвует в серии концертов «Game Symphony Japan» в России (концерты музыки из японских видеоигр в оркестровой аранжировке).
14 ноября 2016 года, будучи беременной, Давидюк вышла замуж за гражданина Японии. 20 марта 2017 года она родила девочку.

## Роли в анимации
| Год  |    | Название                                                         | Роль                                                                  |
| ---- | -- | ---------------------------------------------------------------- | --------------------------------------------------------------------- |
| 2009 | аф | Евангелион 2.22: Ты (не) пройдёшь                                | Сотрудник NERV на базе Бетани                                         |
| 2009 | аф | Mai Mai Miracle                                                  | Актриса                                                               |
| 2010 | аф | Чебурашка                                                        | Крыса Лариска                                                         |
| 2013 | аф | Eiga Crayon Shin-chan: Bakauma! B-Kyuu Gourmet Survival Battle!! | Мина́ми Такоя́ки                                                        |
| 2015 | аф | Girls und Panzer                                                 | Клара                                                                 |
| 2015 | аф | Чебурашка в зоопарке                                             | Крыса Лариска                                                         |
| 2017 | аф | Девушки и танки. Финал, часть 1                                  | Клара                                                                 |
| 2009 | ас | Cheburashka Arere?                                               | Крыса Лариска                                                         |
| 2009 | ас | Mainichi Kaasan                                                  | Мама Миши (16-я серия)                                                |
| 2009 | ас | Nyan Koi!                                                        | Русская кошка (7-я серия)                                             |
| 2010 | ас | Qwaser of Stigmata                                               | Актриса (24-я серия)                                                  |
| 2010 | ас | Qwaser of Stigmata: Portrait of the Empress (OVA)                | Рассказчик                                                            |
| 2011 | ас | Last Exile: Fam, The Silver Wing                                 | Виола                                                                 |
| 2011 | ас | Pretty Rhythm: Aurora Dream                                      | Принцесса D (25-я серия)                                              |
| 2012 | ас | Jormungand: Perfect Order                                        | Оператор                                                              |
| 2012 | ас | Little Busters!                                                  | Террористка (23-я серия)                                              |
| 2014 | ас | Mysterious Joker                                                 | Леди Даут                                                             |
| 2015 | ас | Mysterious Joker 2                                               | Леди Даут                                                             |
| 2015 | ас | Charlotte                                                        | Девушка-целительница (13-я серия)                                     |
| 2015 | ас | World Break: Aria of Curse for a Holy Swordsman                  | Елена Аршавина                                                        |
| 2020 | ас | Nihon Chinbotsu 2020                                             | Русская медсестра; ведущая новостей на канале «Россия-1» (10-я серия) |
| 2022 | ас | Akiba Maid War                                                   | Зоя (также исполнение песни в открывающей заставке)                   |
|      | ас | Magical Girl Raising Project: Restart                            | Нонако Миёката                                                        |

## Роли в видеоиграх
| Год  |    | Название                                 | Роль                                                       |
| ---- | -- | ---------------------------------------- | ---------------------------------------------------------- |
| 2010 | ки | Kud Wafter                               | Сотрудник отдела по связям с общественностью компании TASA |
| 2011 | ки | Busou Shinki BATTLE RONDO                | Espadia                                                    |
| 2012 | ки | Time Travelers                           | Подруга Микото                                             |
| 2012 | ки | Little Busters! (Converted Edition)      | Эпизодические роли                                         |
| 2013 | ки | Ange Vierge Extra Booster Girls Battle   | Юлия                                                       |
| 2013 | ки | Hissatsu Shigotonin — Oshioki Collection | Лиза Эвелина                                               |
| 2014 | ки | Asukayama Gakuen Kumitaiso               | Нацумэ Миоси, Мария                                        |
| 2016 | ки | Azure Striker Gunvolt 2                  | Никэ́                                                       |
| 2022 | ки | Girls’ Frontline                         | АК-74М                                                     |

## Спецэффекты
- Телесериал Ultraman X[англ.] (Окаменяющяя бестия Га́горгон — голос, Космическая бакэнэко Мю — голос[16])

## Дискография

Обложка альбома MorningStar, изданного под псевдонимом Акиба Ицуки

### Сольные альбомы
- MorningStar
- Mirai no watashi
- Doll
- ミニアルバム「なつやすmusic」
- ドラマCD「にゃ〜ちゅ〜らるHigh」

### Совместные альбомы
Проект love solfege имеет два названия. Вариант названия с апострофом появился в 2007 году, в него перешли некоммерческие альбомы. Коммерческие альбомы по прежнему относятся к love solfege (без апострофа)
- love solfege'

（Jenya表記）
- 「Mignon」(вокал, тексты песен (рус.), рэп (англ.))
- 「beauty of ruin」(вокал, тексты песен (рус.))
- 「over the surges」(вокал, тексты песен (рус.) (англ.))
- 「le blanc et noir」(тексты песен (англ.))
- 「La Fatalite」(вокал, тексты песен (рус.) (англ.))
- 「9つの緋色」(вокал, тексты песен (рус.) (англ.), перевод (яп.))
- 「マリアスノニウムの謝肉祭」(вокал, тексты песен (рус.) (англ.), перевод (яп.))
- 「アクルグ解析による自由への教唆」(вокал, тексты песен (англ.))
- 「the note of satanism」(вокал, тексты песен (рус.))
- 「墟律のサンプル」(вокал, тексты песен (англ.))
- 「蓋然性進化論I」(вокал, тексты песен (рус.))
- 「蓋然性進化論II」(вокал, тексты песен (англ.) (яп.))

- love solfege
  - 「フタリノワタシ」(тексты песен (рус.))
  - 「Luxury〜classical best」(вокал)

## Радио
- Радио NHK World
  - Уроки японского языка (главная ведущая с 2015 года)[18]

## Мероприятия, концерты
- King Run Anime Songs Kohaku Contest 2010 (певица)
- Первый международный песенный турнир «Кохаку ута гассэн» (приглашённая гостья)
- Второй международный песенный турнир «Кохаку ута гассэн» (ведущая, приглашённая гостья)
- Третий международный песенный турнир «Кохаку ута гассэн» (ведущая)
- Четвёртый международный песенный турнир «Кохаку ута гассэн» (ведущая)
- GAME SYMPHONY JAPAN в России (Новосибирск-Томск) 2014 (ведущая, певица)[19]
- ROBO太presentsLIVE「GIRIGIRI-mode2015」(певица)
- GAME SYMPHONY JAPAN 2015 5th CONCERT NEW YEAR SPECIAL 2015 (приглашённая гостья)
- GAME SYMPHONY JAPAN в России (Омск-Челябинск) 2015 (ведущая, певица)[20]
- GAME SYMPHONY JAPAN в России (Нижний Новгород) 2016 (ведущая, певица)[21]